# Cristián Castro Toovey
Cristián Castro Toovey (* 25. November 1969 in Santiago de Chile) ist ein chilenischer römisch-katholischer Geistlicher und Bischof von Santa Maria de Los Ángeles.

## Leben
Cristián Castro Toovey studierte Philosophie und Theologie am Priesterseminar in Santiago de Chile. Er empfing am 14. August 1996 die Diakonenweihe. Am 24. Mai 1997 spendete ihm Carlos Kardinal Oviedo Cavada OdeM das Sakrament der Priesterweihe für das Erzbistum Santiago de Chile.
Neben verschiedenen Aufgaben in der Pfarrseelsorge und als Leiter der diözesanen Beschwerdestelle war er Seelsorger des landwirtschaftswissenschaftlichen Bereichs der Päpstlichen Katholischen Universität von Chile. Ab 2014 war er Regens des Priesterseminars in Santiago de Chile. Von 2018 bis 2019 war er zudem Bischofsvikar für den Klerus des Erzbistums.
Papst Franziskus ernannte ihn am 22. Juni 2021 zum Titularbischof von Tigava und zum Weihbischof in Santiago de Chile. Der Erzbischof von Santiago de Chile, Celestino Kardinal Aós Braco OFMCap, spendete ihm und dem mit ihm ernannten Weihbischof Carlos Alberto Godoy Labraña am 13. August desselben Jahres auf dem Cerro San Cristóbal die Bischofsweihe. Mitkonsekratoren waren der Apostolische Nuntius in Chile, Erzbischof Alberto Ortega Martín, und der Erzbischof von Antofagasta, Ignacio Francisco Ducasse Medina.
Am 23. März 2024 ernannte ihn Papst Franziskus zum Bischof von Santa Maria de Los Ángeles. Die Amtseinführung fand am 25. Mai desselben Jahres statt.